# Philomecyna allardi
Philomecyna allardi är en skalbaggsart som beskrevs av Stefan von Breuning 1966. Philomecyna allardi ingår i släktet Philomecyna och familjen långhorningar. Inga underarter finns listade i Catalogue of Life.